# NGC 7542
NGC 7542 је спирална галаксија у сазвежђу Пегаз која се налази на NGC листи објеката дубоког неба.
Деклинација објекта је + 10° 38' 36" а ректасцензија 23h 14m 41,7s. Привидна величина (магнитуда) објекта NGC 7542 износи 14,6 а фотографска магнитуда 15,4. NGC 7542 је још познат и под ознакама CGCG 431-25, PGC 70796.